# Karl Kalusa
Karl Kalusa (* 29. Januar 1895; † nach 1950) war ein deutscher Politiker (SED). Er war von 1946 bis 1950 Landtagsabgeordneter in Sachsen-Anhalt.

## Leben
Karl Kalusa war bereits vor dem Ersten Weltkrieg Mitglied der SPD sowie des Metallarbeiterverbands geworden. Am Ersten Weltkrieg nahm er zwischen 1915 und 1918 teil. 
Nach dem Zweiten Weltkrieg wurde er mit der Zwangsvereinigung von SPD und KPD zur SED SED-Mitglied. 1946 wurde er bei der Landtagswahl in Sachsen-Anhalt 1946 in den Landtag gewählt. Dort arbeitete er im sozialpolitischen Ausschuss. Parallel dazu war er Stadtverordneter in Köthen und Vorsitzender des Kreisausschusses des FDGB in Köthen.